# Margaret Craven
Margaret Craven (* 13. März 1901 in Helena, Montana; † 19. Juli 1980 in Sacramento) war eine US-amerikanische Schriftstellerin.

## Leben
Margaret Craven wuchs in Sacramento, Kalifornien, auf. Nach dem Absolvieren der Stanford University arbeitete sie einige Zeit als Journalistin. Von 1930 bis 1960 schrieb die Autorin Kurzgeschichten für US-amerikanische Magazine. Anfang der 1960er Jahre studierte sie die Indianer vom Stamm der Kwakwaka'wakw (Kwakiutl) auf Vancouver Island in der kanadischen Provinz British Columbia.
Bekannt wurde Margaret Craven durch ihren Roman Ich hörte die Eule, sie rief meinen Namen, der 1967 in Kanada erschien. 1973, im Erscheinungsjahr in den Vereinigten Staaten, erreichte der Roman den 1. Platz auf der Bestsellerliste der New York Times und wurde von Daryl Duke mit Tom Courtenay und Dean Jagger (1903–1991) in den Hauptrollen für das Fernsehen unter dem Originaltitel verfilmt.
Erblindet durch einen Unfall, schrieb sie aber noch zwei weitere Bücher, darunter ihre Autobiographie.

## Werke
- 1967 I heard the owl call my name. Doubleday, Garden City ISBN 0385025866
  - Übers. Kai Molvig: Ich hörte die Eule, sie rief meinen Namen. Rowohlt, Reinbek 1976 ISBN 3-499-22786-X (weitere Auflagen bis 2005); DAISY-Hörbuch 1000616045 Stimme Renate Lubowitzki[1]
  - Französisch L’appel du hibou. Flammarion, Saint-Lauren 1974
  - Weitere Übersetzungen ins Dänische, Finnische, Schwedische, Niederländische, Spanische und Türkische
- 1977 Walk gently this good Earth. Putnam, Garden City ISBN 0399120408.
- 1980 Again calls the owl. Putnam, New York 1980 ISBN 0399124535 (Autobiographie, keine inhaltliche Fortsetzung ihres Erfolgromans).
- 1981 The home front: collected stories. Putnam, New York 1981 (postum)

## Notizen
1. ↑  Ein junger Priester wird zu kanadischen Indianern geschickt. Bis zu seinem frühen Tod wirkt er als Seelsorger in einem Indianerdorf und lernt dabei den Alltag, die Mythen und die Naturnähe dieser unberührten Welt kennen.

| Personendaten    | Personendaten                               |
| ---------------- | ------------------------------------------- |
| NAME             | Craven, Margaret                            |
| KURZBESCHREIBUNG | US-amerikanische Schriftstellerin           |
| GEBURTSDATUM     | 13. März 1901                               |
| GEBURTSORT       | Helena, Montana, Vereinigte Staaten         |
| STERBEDATUM      | 19. Juli 1980                               |
| STERBEORT        | Sacramento, Kalifornien, Vereinigte Staaten |